# Wu Chun-wei
Wu Chun-wei (chinesisch 吳俊緯; * 15. März 1984) ist ein taiwanischer Badmintonspieler. 

## Karriere
Wu Chun-wei  wurde bei den China Open und den Hong Kong Open 2010 jeweils 17. im Herrendoppel mit Liao Min-chun. 2011 gewann Wu Chun-wei zweimal Bronze bei der Universiade. Bei den Singapur Open und Japan Open des gleichen Jahres wurde er jeweils Neunter im Herrendoppel.

## Sportliche Erfolge
| Saison | Veranstaltung  | Disziplin    | Platz | Name                        |
| ------ | -------------- | ------------ | ----- | --------------------------- |
| 2010   | China Open     | Herrendoppel | 17    | Liao Min-chun / Wu Chun-wei |
| 2010   | Hong Kong Open | Herrendoppel | 17    | Liao Min-chun / Wu Chun-wei |
| 2011   | Universiade    | Herrendoppel | 3     | Liao Min-chun / Wu Chun-wei |
| 2011   | Universiade    | Team         | 3     | Taiwan                      |
| 2011   | Singapur Open  | Herrendoppel | 9     | Liao Min-chun / Wu Chun-wei |
| 2011   | Japan Open     | Herrendoppel | 9     | Liao Min-chun / Wu Chun-wei |